# Georges Berger
Georges Berger (Bruselas, 14 de septiembre de 1918-Nürburgring, 23 de agosto de 1967) fue un piloto belga de automovilismo. Participó en dos Grandes Premios de Fórmula 1 con equipo propio.

## Carrera
Empezó a competir durante 1950 en Fórmula 2 BMW finalizando tercero el Gran Premio de Frontières, en Chimay. En 1953 compitió de nuevo en dicha competencia finalizando quinto.
En su primera carrera en el Gran Premio de Bélgica de 1953, manejando un Gordini Tipo 15, se retiró luego de tres vueltas del inicio y en 1954 participó en el Gran Premio de Francia retirándose de nuevo, esta vez con un Tipo 16.
En 1958 terminó noveno las 24 Horas de Le Mans con un AC Ace. Al año siguiente, fue segundo en la general del Tour de Francia Automovilístico con Willy Mairesse en un Ferrari 250 GT, carrera donde triunfó en los dos años siguientes, con el mismo copiloto. En 1962 también corrió con André Simon los 1000 km de París, donde finalizaron sextos, en el Gran Premio de Angola termina quinto, y cuarto en la Copa de Bruselas. En 1964 volvió a ganar el Tour de Francia, esta vez junto al belga Lucien Bianchi.

### Muerte
Georges perdió la vida con 48 años, conduciendo un Porsche 911 en la Maratón de la Ruta de Nürburgring, en 1967.

## Resultados

### Fórmula 1
(Clave) (negrita indica pole position) (cursiva indica vuelta rápida)

| Año     | Escudería      | 1   | 2   | 3   | 4       | 5   | 6   | 7   | 8   | 9   | Pos. | Puntos |
| ------- | -------------- | --- | --- | --- | ------- | --- | --- | --- | --- | --- | ---- | ------ |
| 1953    | Georges Berger | ARG | 500 | NED | BEL Ret | FRA | GBR | GER | SUI | ITA | NC   | 0      |
| 1954    | Georges Berger | ARG | 500 | BEL | FRA Ret | GBR | GER | SUI | ITA | ESP | NC   | 0      |
| Fuente: |                |     |     |     |         |     |     |     |     |     |      |        |